# 페르 토렌

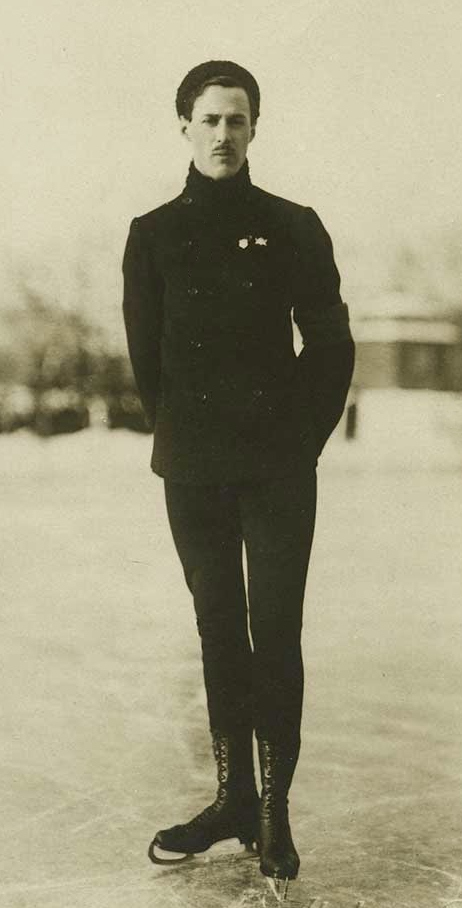

페르 토렌(스웨덴어: Per Thorén, 1885년 1월 26일 - 1962년 1월 5일)은 스웨덴의 피겨 스케이팅 선수로 1908년 하계 올림픽에서 동메달을 획득했다. 유럽에서, 반 루프 점프, 루프 점프의 변화는 종종 토렌 점프로 지칭했다.

## 대회 성적
| Event            | 1904 | 1905 | 1906 | 1907 | 1908 | 1909 | 1910 | 1911 |
| ---------------- | ---- | ---- | ---- | ---- | ---- | ---- | ---- | ---- |
| 동계 올림픽      |      |      |      |      | 3위  |      |      |      |
| 세계 선수권 대회 |      | 3위  | 5위  | 4위  |      | 2위  | 4위  |      |